# Lesticus finisterrae
Lesticus finisterrae es una especie de escarabajo del género Lesticus, familia Carabidae. Fue descrita científicamente por Will & Kavanaugh en 2012.
Se distribuye por Papúa Nueva Guinea. La longitud total es de aproximadamente 20 milímetros y suele ser encontrada en bosques donde abunda la vegetación baja. Ha sido recolectada a una altura superior a los 3000 metros.